# شهرستان سووتسکی (استان روستوف)
شهرستان سووتسکی (به لاتین: Sovetsky District) یک شهرستان در روسیه است که در استان روستوف واقع شده‌است.